# Kap Dart
Kap Dart ist ein Kap an der Nordküste von Siple Island vor der Bakutis-Küste des westantarktischen Marie-Byrd-Lands. Es liegt am Fuß des Mount Siple unmittelbar südlich von Lauff Island.
Wissenschaftler der United States Antarctic Service Expedition (1939–1941) entdeckten das Kap 1940 bei einem Flug von der West Base. Namensgeber ist der US-amerikanische Unternehmer Justin Whitlock Dart Sr. (1907–1984) von der Walgreen Drug Compony, ein Sponsor der Expedition.